# Сомова, Наталия Вячеславовна
Наталия Вячеславовна Сомова (род. 11 ноября 1938, Москва) — советский и российский художник, сценограф, иконописец. Жена драматурга и режиссёра Алексея Казанцева, мать актёра Большого театра Александра Сомова. С 1974 член Союза Художников России, с 1999 член Московского Союза Художников и Международного художественного фонда. Главный художник и член художественного совета театра «Центр драматургии и режиссуры А. Казанцева и М. Рощина».

## Образование
Окончила Московское художественное училище 1905 года в 1964. В 1971 окончила Художественный Институт имени В. И. Сурикова, где среди её учителей были Дмитрий Жилинский, Вадим Рындин, Михаил Курилко и Милица Пожарская.

## Стиль и тематика
В своих работах Сомова оперирует техникой как традиционной академической живописи, так и авангарда и наивного искусства. Известны также её опыты в области иконописи. В сюжетах некоторых своих картин Сомова обращается к евангелическим сюжетам, другие её работы посвящены мостам и лестницам Венеции.

## Выставки
Картины художницы находятся в собраниях музея А. Н. Островского, музея театра Дуровых, музея Молодёжных театров в Москве, в музее А. Н. Островского в Щелыково, в Рижском театральном музее, а также в частных коллекциях в России и за рубежом.
С 1968 г. Постоянный участник московских и российских выставок.
- 1980 Россия. Москва. Международная женская выставка. ДХ Кузнецкий мост.
- 1985—1987 Москва. Всесоюзная выставка кино, театра и телевидения. ЦДХ. Манеж.
- 1996 Австрия. Кувштаин. Выставка российских художников.
- 1998 Россия. Москва. Художники театра. Итоги пяти сезонов. Малый Манеж.
- 2003 Франция. Шербур. Российско-французская выставка.
- 2011 Россия. Москва. Пятый Международный фестиваль искусств «Традиции и Современность». Манеж.
- 2012 Россия. Москва. Шестой Международный фестиваль искусств «Традиции и Современность». Манеж[2][4].
- 2013 Россия. Москва. Седьмой Международный фестиваль искусств «Традиции и Современность». ЦДХ[5]. По итогам фестиваля Сомова удостоена премии «Вера» (за картину 1992 года «Дары Неба и Земли»)[6].

### Персональные выставки
- 1989, 1991, 1993, 1996, 1998 Москва. ЦДХ.
- 1991 Москва. Центральный дом актёра.
- 1994 Португалия. Мадейра Фуншал.
- 1995 Япония. Токио. Кочи-сити.
- 1996 Япония. Кочи-сити. Такамацу-сити.
- 1997 Япония. Канадзава-сити.
- 1998 Япония. Токио.
- 1999, 2000 Италия. Калабрия. Отель «Перла Маждестик».
- 2004—2005 Москва. ЦДХ[1].
- 2007 Щелыково. Театральный центр.

## Основные места работы
1968—1971 Москва. Российский молодёжный театр, художник-постановщик.
- 1972—1974 Москва. Центральное телевидение, художник-постановщик.
- 1980 Москва. Театр Моссовета, художник-постановщик.
- 1982—1983 Латвия. Рига. Театр русской драмы, художник-постановщик.
- 1984 Латвия. Рига. Латвийский молодёжный театр, художник-постановщик.
- 1993 Россия. Москва. Театр «Модерн», художник-постановщик.
- с 1994 иконописец Храма Тихвинской иконы Божией Матери в Сущеве.
- 1995 Россия. Мурманск. Драмтеатр, художник-постановщик.
- 1997 Россия. Томск. Драмтеатр, художник-постановщик.
- 2000 Россия. Москва. Театр «Шалом», художник-постановщик.

С 1998 года до настоящего времени Сомова работает в «Центре драматургии и режиссуры А. Казанцева и М. Рощина», где занимает должность главного художника и является членом художественного совета. На первых этапах становления Центра на его финансирование шли собственные средства Сомовой, вырученные ей от продажи картин. В 2012 году состоялся режиссёрский дебют Сомовой, поставившей после смерти Казанцева — своего мужа — пьесу «Пер Гюнт» по его проекту.

## Награды
C 2005 Наталия Сомова — почётный деятель искусств города Москвы. Сомова награждена медалью «За достижения в области культуры и образования». В 2013 году стала лауреатом премии «Вера» VII Московского международного фестиваля искусств «Традиции и Современность» в номинации «За верность искусству».